# Pseudicius sheherezadae
Pseudicius sheherezadae là một loài nhện trong họ Salticidae.
Loài này thuộc chi Pseudicius. Pseudicius sheherezadae được Jerzy Prószyński miêu tả năm 1989.